# Songjianghe

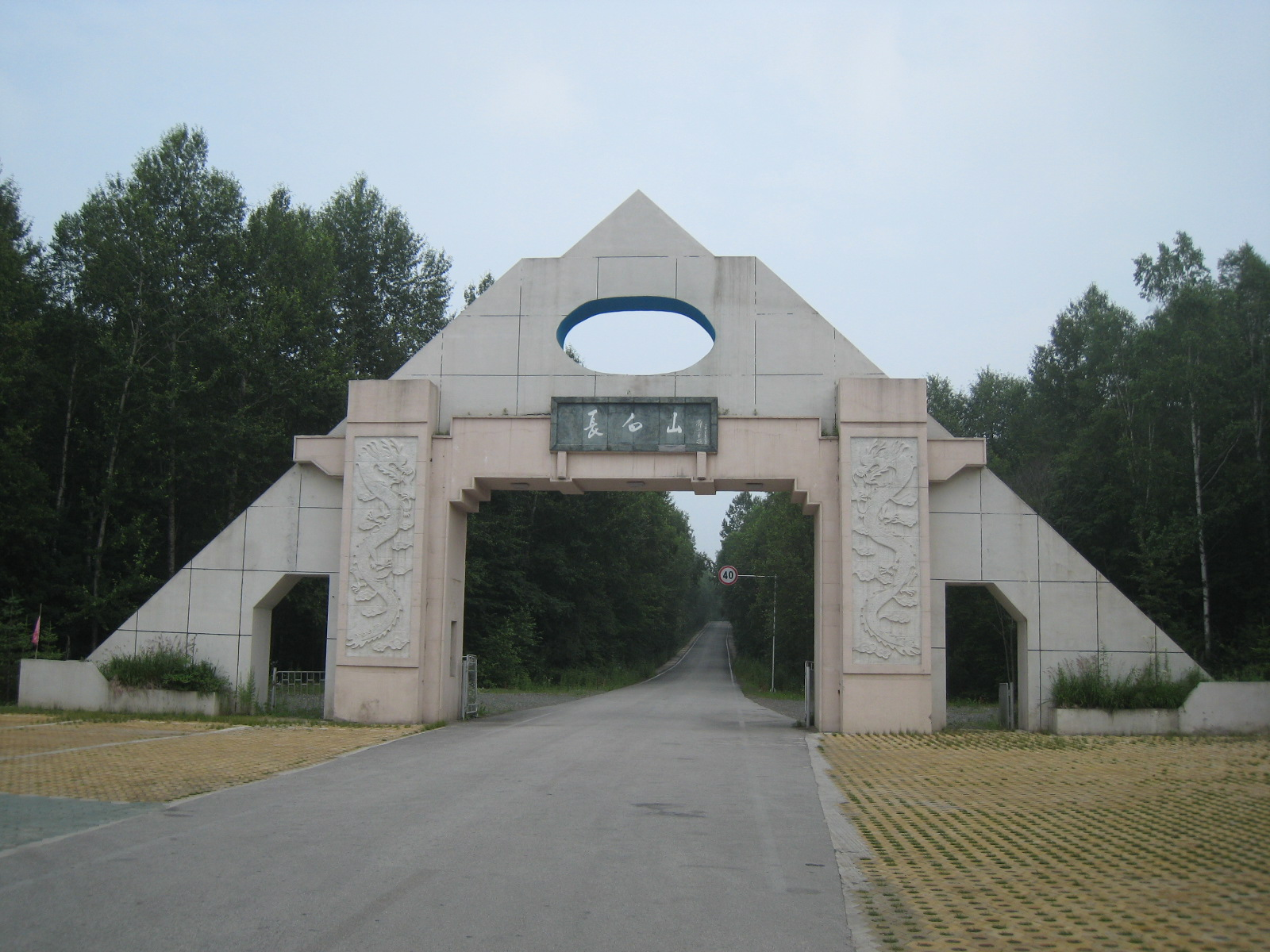
Straße zum Changbai-Gebirge

Songjianghe (chinesisch 松江河镇, Pinyin Sōngjiānghé Zhèn) ist eine Großgemeinde im Südosten des Kreises Fusong der bezirksfreien Stadt Baishan, Provinz Jilin, am Fuß des Changbai-Gebirges im Nordosten der Volksrepublik China. Songjianghe hat eine Fläche von 189,81 km². Davon sind 12 km² bebaut, 89,2 % des Gemeindegebiets ist bewaldet.
Von den 67.826 registrierten Einwohnern Ende 2021 waren 1824 Landwirte und deren Familienangehörige. Dazu kamen noch etwa 15.000 auswärtige Personen, die meist als Saisonarbeiter im Tourismus oder in der Forstwirtschaft tätig waren.

## Geschichte
Im Jahr 1912, zu Beginn der Republik China, lebten auf dem heutigen Gemeindegebiet am Westufer des Songjiang He, einem Nebenfluss des Songhua Jiang bzw. Sungari, nur einige Jäger und Ginsengsammler mit ihren Familien. Der Siedlungskern war das damalige Dorf Donggang (东岗村), heute eine an die Einwohnergemeinschaft Gongnong von Songjianghe südlich angrenzende Großgemeinde des Kreises Fusong. Donggang gehörte damals zum Sicherheitsbezirk Ostgrenze (东边道) der Provinz Fengtian (奉天省). Ab Mai 1914 war dort das 3. Regiment der Sicherheitstruppe des Kreises Fusong stationiert (抚松县保安团三团), einer republikanischen Vorläuferorganisation der heutigen Volksmiliz. 
Im Juli 1956 wurde das Dorf Donggang zur Gemeinde erhoben, die 1958 in die Volkskommune Donggang (东岗人民公社) umgewandelt wurde.
1961 wurde der nördliche Teil der Volkskommune abgetrennt und – für die damalige Zeit äußerst ungewöhnlich – unter dem von dem Fluss abgeleiteten Namen „Songjianghe“ eine eigenständige Großgemeinde.

## Administrative Gliederung
Songjianghe setzt sich aus sieben Einwohnergemeinschaften und sechs Verwaltungsdörfern zusammen. Diese sind:
| Einwohnergemeinschaft Baishan (白山社区) Einwohnergemeinschaft Donglin (东林社区) Einwohnergemeinschaft Gongnong (工农社区), Regierungssitz der Großgemeinde Einwohnergemeinschaft Hongqi (红旗社区) Einwohnergemeinschaft Songjiang (松江社区) Einwohnergemeinschaft Yilin (逸林社区) Einwohnergemeinschaft Zhanqian (站前社区) | Dorf Beizhan (北站村) Dorf Changqing (长青村) Dorf Dongzhan (东站村) Dorf Xiaoshan (小山村) Dorf Xinli (新立村) Dorf Zhanqian (站前村) |

## Forstverwaltung Songjianghe
Die Forstverwaltung Songjianghe der Provinz Jilin (吉林省松江河林业局) wurde 1958 beim Beginn des Großen Sprungs nach vorn gegründet.
Bei dem Baumbestand auf dem Gebiet der damaligen Volkskommune Donggang handelte es sich um Urwald, der zunächst mit einfachen Handwerkzeugen von den in Zelten wohnenden Arbeitern gefällt wurde, um den Bedarf an Bauholz zu decken. Da damals keine neuen Bäume nachgepflanzt wurden, hatte die Abholzung Ende der 1980er Jahre ein Ausmaß erreicht, wo nicht nur der Wald in seinem Bestand gefährdet war, sondern die Holzernte auch nicht mehr wirtschaftlich war. Daraufhin erweiterte die Forstverwaltung ihr Tätigkeitsfeld auf Agroforstwirtschaft, indem sie auf den abgeholzten Flächen Heilkräuter und Ginseng anpflanzte.
Durch den Verkauf der Produkte konnte die Behörde unter den Bedingungen der Reform- und Öffnungspolitik ihre Einnahmen kontinuierlich erhöhen. Gleichzeitig begann man mehr Wert auf Setzlingsanzucht und Neuanpflanzung zu legen. Einerseits wurden Wirtschaftswälder angelegt, andererseits dem Urwald Gelegenheit gegeben, sich zu regenerieren. Nachdem die Provinzregierung Mitte der 1990er Jahre zu der Ansicht gekommen war, dass die Forstverwaltung den Übergang von der Planwirtschaft zur Marktwirtschaft gut bewältigt hatte, wurde sie 1997 als „Songjianghe Forstwirtschaft GmbH“ (松江河林业有限公司) in die 1994 gegründete Jilin Forstindustrie Gruppe (中国吉林森工集团) integriert.
Im Januar 2013 wurde die Songjianghe Forstwirtschaft GmbH innerhalb der Jilin Forstindustrie Gruppe zu einem Unternehmensbereich (吉林森工松江河林业集团有限公司) hochgestuft, im allgemeinen Sprachgebrauch wird jedoch immer noch die Bezeichnung „Forstverwaltung Songjianghe“ verwendet.
Der Geschäftsbereich der Firma umfasst heute die Verwaltung der Holzressourcen und der Anbauflächen im Wald, Wiederaufforstung, Holzernte, Holzverarbeitung, Waldtourismus, Wohnungs- und Hotelbau, Bergbau und Wasserkraft.
Im Jahr 2023 besaß die Forstverwaltung Songjianghe 158.000 ha Grund, davon 12 Nutzwälder und ein Schutzgebiet mit insgesamt 156.000 ha, wovon 150.000 ha mit Bäumen bestanden waren. Der Baumbestand umfasste 24.290.000 Festmeter Holz. Zusätzlich stehen 92.000 ha zur Verfügung, wo Wälder als Kohlenstoffsenke angebaut werden können, die dann dazu in der Lage wären, pro Jahr 327.000 Tonnen CO2 zu speichern. Die Forstverwaltung Songjianghe betreibt auch ein Hotel mit 420 Zimmern, im Ma’anshan-Nutzwald (马鞍山林场施业区) baut das Astronomische Observatorium Shanghai seit 2023 ein Radioteleskop mit einer Parabolantenne von 40 m Durchmesser, das neben radiosatronomischen Aufgaben vor allem bei der Bahnverfolgung der chinesischen Mond- und Tiefraumsonden eingesetzt werden soll.

## Verkehrsanbindung
Östlich an der Stadt vorbei führt die Nationalstraße 504, über die nach Nordwesten eine Verbindung zur Provinzhauptstadt Changchun und nach Südosten zur koreanischen Grenze besteht. Über die beim Dorf Zhanqian von der Nationalstraße in Richtung Norden abzweigende Provinzstraße 305 besteht Anschluss an die Autobahn Hegang-Dalian von der russischen Grenze zum Golf von Bohai.
Auf dem Gebiet des Verwaltungsdorfs Zhanqian am nördlichen Stadtrand befindet sich der Bahnhof von Songjianghe. Dort halten jedoch nur Nahverkehrszüge. Im Prinzip ist es möglich von Tonghua mit Umsteigen in Baishan mit der Hun-Bai-Eisenbahn (浑白铁路) nach Songjianghe zu gelangen. Die meisten Touristen, die das Changbai-Gebirge und den dortigen Himmelssee an der Grenze zu Nordkorea besuchen wollen reisen jedoch über den Flughafen Changbaishan (长白山机场) der benachbarten Großgemeinde Donggang oder den Internationalen Flughafen Yanji-Chaoyangchuan (延吉朝阳川国际机场) an.